# 李郁 (嘉靖進士)
李郁（1514年—？年），字文甫，號质斋，四川重慶府安居縣（今屬銅梁縣）人，明朝政治人物。

## 生平
治《詩經》，嘉靖十九年（1540年）由國子生中式庚子科四川鄉試第三十五名舉人，嘉靖二十六年（1547年）丁未科第二甲第八十六名進士。户部觀政，贬授襄垣县丞。嘉靖二十九年（1550年），任南直隶常州府宜興縣知縣，后升戶部主事。歷员外、郎中，出为漢中知府，改辰州知府。

## 家族
曾祖李常；祖李億株；父李有；母向氏。永感下，妻何氏，行二，兄李恩，弟李節。